# Church
Church é o terceiro álbum de estúdio da dupla sueca de música eletrônica Galantis. Foi lançado em 7 de fevereiro de 2020 pela Big Beat e Atlantic, e inclui os singles "Bones", "I Found U", "We Can Get High", "Holy Water", "Faith", em colaboração com Dolly Parton e Mr. Probz e "Fuck Tomorrow Now".

## Faixas
| N.º            | Título                        | Compositor(es) | Produtor(es)                                                          | Duração |  |
| 1.             | "Steel"                       | Christian Karlsson Henrik Jonback Cathy Dennis Salem Al Fakir Vincent Pontare Jan Postma Jordi Fluiter                                  | Bloodshy Jonback Bali Bandits                                         | 4:23    |  |
| 2.             | "Faith"                       | Karlsson Jonback Postma Fluiter Jake Davis Meron Ryan                                                                                   | Bloodshy Jonback Bali Bandits Fleur Aukstikalnis                      | 3:06    |  |
| 3.             | "Unless It Hurts"             | Christian Karlsson Henrik Jonback Cathy Dennis Salem Al Fakir Vincent Pontare Jan Postma Jordi Fluiter                                  | Bloodshy Jonback Bali Bandits                                         | 2:57    |  |
| 4.             | "Never Felt a Love Like This" | Karlsson Jonback Dennis Postma Fluiter                                                                                                  | Bloodshy Hook N Sling Jonback                                         | 3:35    |  |
| 5.             | "Holy Water"                  | Karlsson Jimmy Koitzsch Dennis Jonback                                                                                                  | Bloodshy Svidden Jonback                                              | 2:56    |  |
| 6.             | "Hurricane"                   | Karlsson John Newman Steve Booker Postma Fluiter                                                                                        | Bloodshy Bali Bandits Mark Ralph Newman [c]                           | 3:21    |  |
| 7.             | "Stella"                      | Karlsson Stephen Philbin Postma Fluiter Devesh Dayal Dylan Rouda                                                                        | Bloodshy Jonback Bali Bandits                                         | 3:32    |  |
| 8.             | "Bonfire"                     | Karlsson Stephen Philbin Postma Fluiter Devesh Dayal Dylan Rouda                                                                        | Bloodshy Steve James Bali Bandits                                     | 3:13    |  |
| 9.             | "I Found U"                   | Karlsson John Newman Steve Booker Postma Fluiter                                                                                        | Bloodshy Svidden Jonback Passion Pit Henriksson Anderson              | 3:27    |  |
| 10.            | "Fuck Tomorrow Now"           | Karlsson Jonback Lucas Nord Jonas Dyrsmeds Jacob Criborn Leonard Scheja Oliver Storgards Henrik Drottz Robin Naettuerlund Rasmus Flyckt | Bloodshy Jonback Bali Bandits                                         | 3:44    |  |
| 11.            | "Miracle"                     | Karlsson Jonback Postma Fluiter Jake Davis Meron Ryan                                                                                   | Bloodshy Bali Bandits Jonback Pete Nappi [a]                          | 2:37    |  |
| 12.            | "Feel Something"              | Karlsson Jonback Lucas Nord Jonas Dyrsmeds Jacob Criborn Leonard Scheja Oliver Storgards Henrik Drottz Robin Naettuerlund Rasmus Flyckt | Bloodshy Jonback Luke Nord flyckt Papa Bear Fox Blanco                | 2:35    |  |
| 13.            | "We Can Get High"             | Karlsson Jonback Dennis Postma Fluiter                                                                                                  | Bloodshy Skrillex Porter Robinson DJ Snake 3RACHA Yellow Claw Jonback | 2:36    |  |
| 14.            | "Bones"                       | Karlsson Koitzsch Jonback Michael Angelakos Johannes Henriksson Richard Anderson                                                        | Bloodshy Svidden Jonback Danny Majic DJ Frank E                       | 3:25    |  |
| Duração total: | Duração total:                | Duração total: | Duração total:                                                        | 45:27   |  |